# Маттеи, Луиджи
Луиджи Маттеи (итал. Luigi Mattei; 17 марта 1702, Рим — 30 января 1758, Рим) — итальянский куриальный кардинал и доктор обоих прав. Дядя кардиналов Алессандро Маттеи и Лоренцо Джироламо Маттеи. Кардинал-священник с 26 ноября 1753, с титулом церкви Сан-Маттео-ин-Мерулана с 10 декабря 1753 по 5 апреля 1756. Кардинал-священник с титулом церкви Санта-Мария-ин-Арачели с 5 апреля 1756 по 30 января 1758.